# Celle
Celle [ˈtsɛlə] je gradić u njemačkoj saveznoj pokrajini Donjoj Saskoj.
Nalazi se kraj rijeke Allera.
Ima 71.000 stanovnika.